# Terence Blanchard
Terence Blanchard (Nueva Orleans, Luisiana, 13 de marzo de 1962) es un músico de jazz estadounidense, trompetista, compositor y arreglista, considerado una de las principales figuras del llamado neo bop.

## Historial
Sobrino de una pianista clásica que fue alumna de Ellis Marsalis, Terence Blanchard comenzó a estudiar piano con solo 5 años, instrumento que compaginaría con la trompeta desde los 8 hasta los 18. Estudió teoría del jazz con el propio Ellis Marsalis, y comenzó a conocer el trabajo de los trompetistas de jazz a partir de los 14. Tocó en esa época con la New Orleans Civic Orchestra, hasta que se trasladó a Nueva York (1980) para estudiar trompeta clásica. 
El saxofonista Paul Jeffrey lo introdujo en la big band de Lionel Hampton, con quien permanecería hasta 1982. Se incorpora a los Jazz Messengers de Art Blakey, por recomendación de Wynton Marsalis, a quien sustituyó, y asumiría la dirección musical de la banda hasta 1986. Tocó además con el grupo del pianista Larry Willis, y con su propio quinteto junto a Donald Harrison y Mulgrew Miller. Después de grabar varios álbumes, Blanchard dejaría el grupo en 1990.
En la década de 1990, participó en numerosas bandas sonoras, especialmente en las películas de Spike Lee. Como director de sus propios grupos, hizo numerosas grabaciones para Columbia Records y Blue Note, y en varias ocasiones fue propuesto como candidato a los premios Grammy, de los que obtuvo 4. En 2001, grabó con Diana Krall, Jane Monheit, Dianne Reeves, y Cassandra Wilson, y se empezó a encargar de la dirección artística del "Thelonious Monk Institute of Jazz" de la Universidad del Sur de California.
En diciembre de 2002, Scarecrow Press publicó Contemporary Cat: Terence Blanchard with Special Guests, una biografía autorizada de Blanchard, escrita por Anthony Magro.

## Noticias actuales

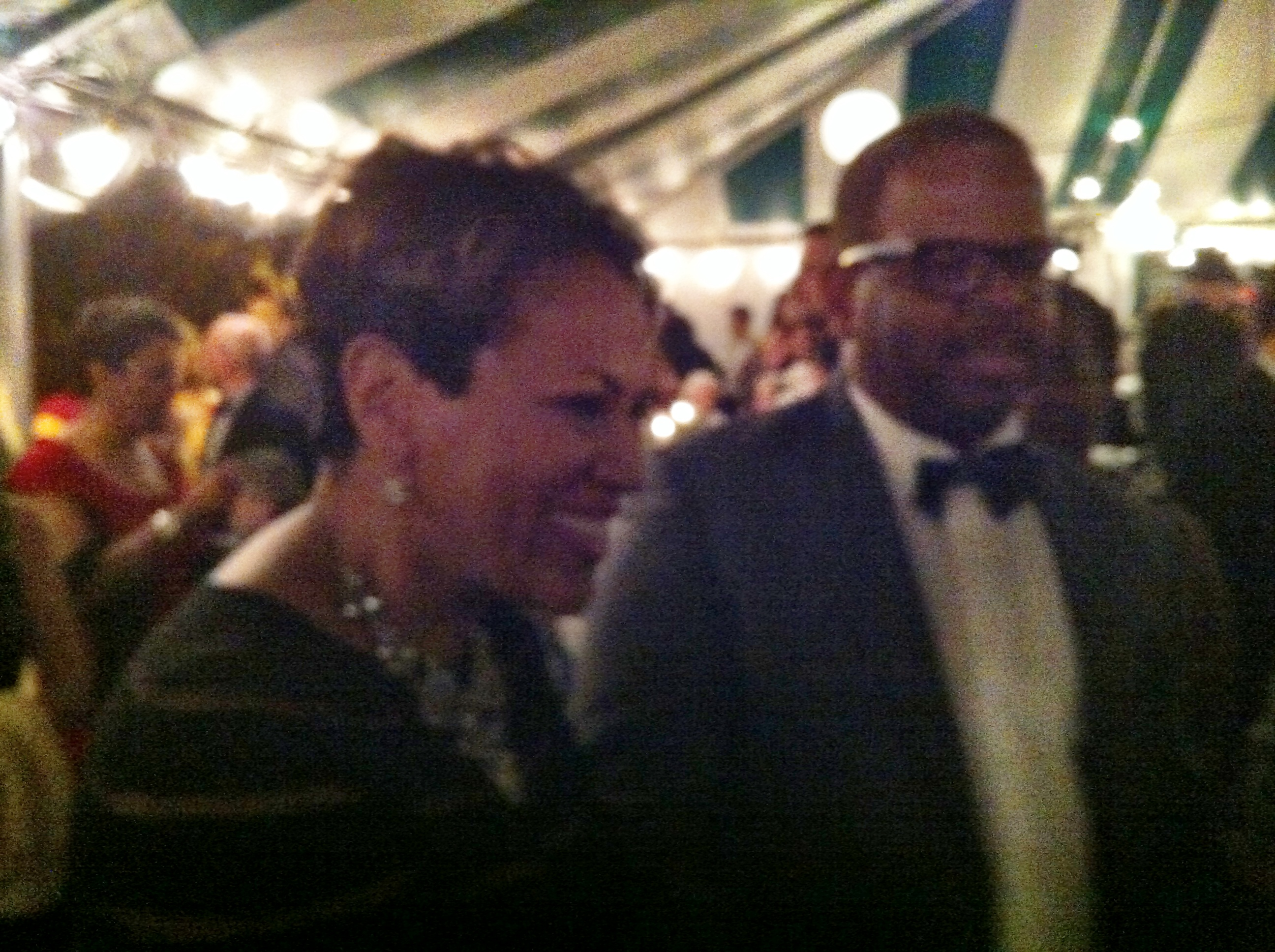
El compositor Terence Blanchard y su esposa en el estreno mundial de su ópera Champion el 15 de junio de 2013.

El 10 de febrero de 2008, Blanchard ganó su primer Grammy como líder de la banda por A Tale of God's Will (A Requiem for Katrina) en la categoría de Mejor Álbum de gran conjunto de jazz. Sus otros dos Grammy fueron como sideman de Art Blakey (1984) y McCoy Tyner (2004).
En noviembre de 2008 fue invitado en Private Passions, el programa de discusión de música biográfico en BBC Radio 3.
Blanchard compuso la música original para la nueva obra de Broadway de Stephen Adly Guirgis, The Motherfucker With the Hat, que se estrenó en el Teatro Gerald Schoenfeld el 11 de abril de 2011.
El 20 de enero de 2012 la película Red Tails fue lanzada en todos los Estados Unidos. Blanchard compuso la partitura original, siendo la primera vez que trabajaba con el productor ejecutivo George Lucas.
Compuso música incidental para la reposición en Broadway en 2012 de Un tranvía llamado deseo. Su último álbum, MAGNETIC, fue lanzado el 28 de mayo de 2013 con Blue Note Records.
El 15 de junio de 2013, Blanchard estrenó su primera ópera Champion, con el Teatro de la ópera de San Luis. Trata de la vida del boxeador Emile Griffith de St. Thomas, con un libreto del ganador de un Pulitzer Michael Cristofer. Fue protagonizada por Denyce Graves, Aubrey Allicock, Robert Orth, y Arthur Woodley.

## Estilo
Miles Davis dijo de él que era "el más brillante de los nuevos trompetistas". Su estilo es cercano al de Wynton Marsalis, que era amigo suyo desde la infancia, pero también se perciben claras influencias de trompetistas como Kenny Dorham y Woody Shaw, con fraseo seguro y tranquilo, con una sonoridad muy personal, equilibrada y con influencias clásicas. Es una de las grandes figuras del neotradicionalismo del jazz a partir de los años 1980.

## Premios

### Premios Grammy
- Premios obtenidos: 5[8]
- Nominaciones: 12

| Terence Blanchard en los Grammy |                                                    |                                                                                 |             |                |           | |
| Año                             | Categoría                                          | Título                                                                          | Género      | Sello          | Resultado | Observaciones |
| 1984                            | Mejor interpretación de jazz instrumental - Grupos | New York Scene                                                                  | Jazz        | Concord        | Ganador   | con Art Blakey y los Jazz Messengers.                                                                                        |
| 1990                            | Mejor interpretación de jazz instrumental - Grupos | Mo' Better Blues (banda sonora de la película homónima, dirigida por Spike Lee) | Jazz        | CBS            | Candidato | con el Branford Marsalis Quartet.                                                                                            |
| 1996                            | Mejor álbum de jazz latino                         | The Heart Speaks                                                                | Jazz latino | Columbia       | Candidato | con composiciones de Ivan Lins.                                                                                              |
| 2000                            | Mejor solo de jazz instrumental                    | Wandering Moon                                                                  | Jazz        | Sony Classical | Candidato | de la banda sonora de I Thought About You, película dirigida por Yukio Kitazawa.                                             |
| 2001                            | Mejor solo de jazz instrumental                    | Let's Get Lost                                                                  | Jazz        | Sony Classical | Candidato | de la banda sonora de Lost In a Fog                                                                                          |
| 2004                            | Mejor álbum de jazz instrumental                   | McCoy Tyner: Illuminations                                                      | Jazz        | Telarc         | Ganador   | trompetista y compositor de un tema.                                                                                         |
| 2005                            | Mejor álbum de jazz instrumental                   | Flow                                                                            | Jazz        | Blue Note      | Candidato | Herbie Hancock, productor del disco.                                                                                         |
| 2006                            | Mejor video musical de larga duración              | Flow: Living in the Stream of Music (DVD)                                       | Jazz        | Blue Note      | Candidato | Director del video: Jim Gabour. Productor: Robin Burgess.                                                                    |
| 2007                            | Mejor solo de jazz instrumental                    | A Tale of God's Will (A Requiem for Katrina)                                    | Jazz        | Blue Note      | Candidato | de la banda sonora de When the Levees Broke, documental de Spike Lee sobre los efectos del huracán Katrina en Nueva Orleans. |
| 2007                            | Mejor álbum de grandes grupos de jazz              | A Tale of God's Will (A Requiem for Katrina)                                    | Jazz        | Blue Note      | Ganador   | Blanchard con su quinteto y una orquesta de cuerdas de 40 miembros.                                                          |
| 2008                            | Mejor solo de jazz instrumental                    | Live at the 2007 Monterey Jazz Festival                                         | Jazz        | Blue Note      | Ganador   | de la banda sonora de Be-Bop                                                                                                 |
| 2009                            | Mejor solo de jazz instrumental                    | Watts                                                                           | Jazz        | Dark Key Music | Ganador   | de la banda sonora de Dancin' 4 Chicken                                                                                      |

### Otros premios
Premios a Blanchard, relacionados con películas.
| Año  | Premio                                                    | Categoría                                            | Banda sonora             | Resultado |
| ---- | --------------------------------------------------------- | ---------------------------------------------------- | ------------------------ | --------- |
| 1994 | Premios Soul Train Music                                  | Mejor álbum de jazz                                  | The Malcolm X Jazz Suite | Candidato |
| 1995 | Premios Emmy                                              | Mejor banda sonora original para una miniserie de TV | The Promised Land        | Candidato |
| 2003 | World Soundtrack Award                                    | Compositor de Bandas Sonoras del Año                 | 25th Hour                | Candidato |
| 2003 | Sierra Award, otorgado por Las Vegas Film Critics Society | Mejor banda sonora                                   | 25th Hour                | Candidato |
| 2003 | Globos de Oro                                             | Mejor banda sonora original                          | "25th Hour"              | Candidato |
| 2003 | Central Ohio Film Critics Association (COFCA)             | Mejor banda sonora                                   | "25th Hour"              | Ganador   |
| 2005 | Black Reel                                                | Mejor banda sonora original                          | She Hate Me              | Candidato |
| 2007 | Black Reel                                                | Mejor banda sonora original                          | Inside Man               | Candidato |

## Discografía

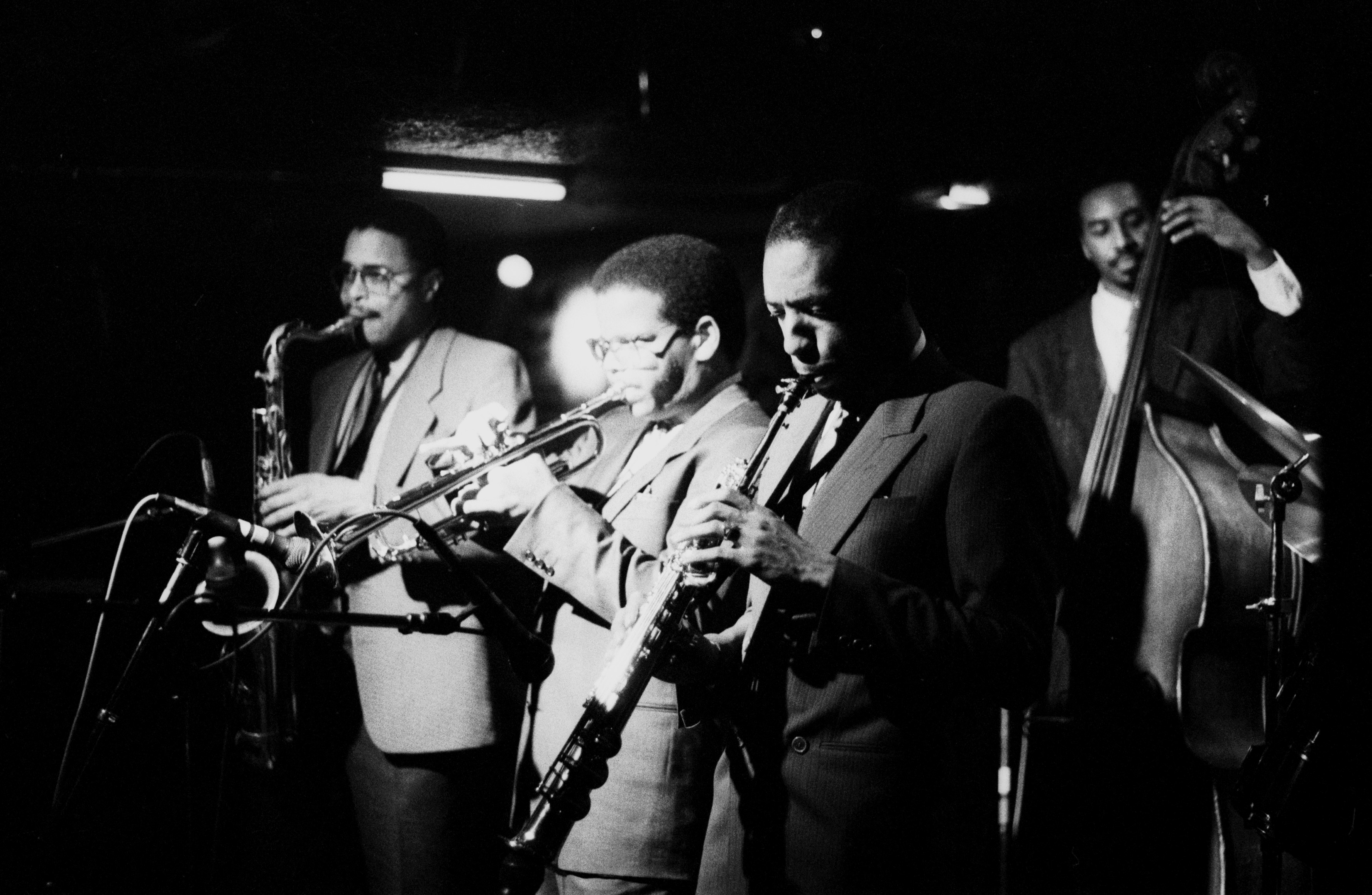
The Jazz Messengers en 1985, de izquierda a derecha: Jean Toussaint, Blanchard, Donald Harrison y Lonnie Plaxico

Discografía completa a nombre de Terence Blanchard.
| Año  | Título                                         | Género      | Sello          |
| ---- | ---------------------------------------------- | ----------- | -------------- |
| 1984 | New York Second Line (como Harrison/Blanchard) | Jazz        | Concord        |
| 1986 | Discernment (como Harrison/Blanchard)          | Jazz        | Concord        |
| 1986 | Nascence (como Harrison/Blanchard)             | Jazz        | Columbia       |
| 1987 | Crystal Stair (como Harrison/Blanchard)        | Jazz        | Columbia       |
| 1988 | Black Pearl (como Harrison/Blanchard)          | Jazz        | Columbia       |
| 1991 | Terence Blanchard                              | Jazz        | Columbia       |
| 1992 | Simply Stated                                  | Jazz        | Columbia       |
| 1993 | The Malcolm X Jazz Suite                       | Jazz        | Columbia       |
| 1994 | In My Solitude: The Billie Holiday Songbook    | Jazz        | Columbia       |
| 1995 | Romantic Defiance                              | Jazz        | Columbia       |
| 1996 | The Heart Speaks                               | Jazz latino | Columbia       |
| 1999 | Jazz in Film                                   | Jazz        | Sony Classical |
| 2000 | Wandering Moon                                 | Jazz        | Sony Classical |
| 2001 | Let's Get Lost                                 | Jazz        | Sony Classical |
| 2003 | Bounce                                         | Jazz        | Blue Note      |
| 2005 | Flow                                           | Jazz        | Blue Note      |
| 2007 | A Tale of God's Will (A Requiem for Katrina)   | Jazz        | Blue Note      |
| 2009 | Choices                                        | Jazz        | Concord        |

## Filmografía
Selección de las bandas sonoras de Terence Blanchard.
(*indica que está disponible en CD).
- 1991 Jungle Fever
- 1992 Malcolm X*
- 1994 Sugar Hill*
- 1994 Trial by Jury
- 1994 The Inkwell
- 1994 Crooklyn
- 1995 Clockers*
- 1996 Get on the Bus
- 1996 Primal Fear*
- 1997 Eve's Bayou*
- 1997 'Til There Was You
- 1997 4 Little Girls
- 1998 Gia
- 1999 Summer of Sam
- 2000 Love & Basketball
- 2000 Next Friday
- 2000 Bamboozled
- 2001 The Caveman's Valentine*
- 2001 Original Sin*
- 2001 Glitter
- 2002 Barbershop
- 2002 Dark Blue
- 2002 25th Hour*
- 2002 People I Know*
- 2003 Unchained Memories*
- 2004 She Hate Me*
- 2006 Inside Man*
- 2006 When the Levees Broke: A Requiem in Four Acts
- 2007 Talk to Me
- 2008 Miracle at St. Anna*
- 2008 Cadillac Records
- 2010 Bunraku
- 2012 Red Tails
- 2018 BlacKkKlansman
- 2019 Harriet